# Paramount Network (česká televizní stanice)

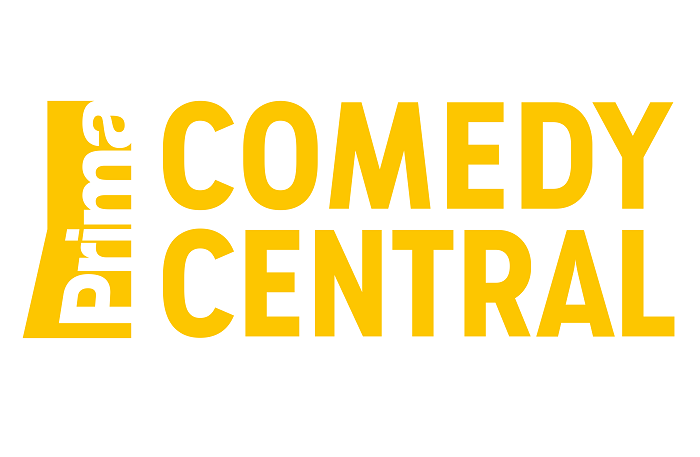
Logo někdejší Prima Comedy Central

Paramount Network, do 12. ledna 2021 Prima Comedy Central, je česká televizní stanice, provozovaná americkým mediálním koncernem Paramount International Media Networks (v Česku vysílá také např. i MTV, VH1, Nickelodeon či Comedy Central Extra). Kanál byl spuštěn 14. prosince 2015 v 15.00 pod názvem Prima Comedy Central. Vysílá 24 hodin denně. Dne 12. ledna 2021 stanice změnila název na Paramount Network, do vysílání byly nově zařazeny filmy od Paramount Pictures.

## Program
Program stanice se zaměřuje na komediální seriály, například Griffinovi, Městečko South Park, Nová holka, Průměrňákovi, Svět podle Jima, Taková moderní rodinka, SpongeBob v kalhotách, Želvy Ninja atd. V české premiéře uvedla seriály Neranditelní nebo Městečko South Park. Od 25. dubna 2016 do svého programu zařadila i původní stand-up show Comedy Club.
Aktuální program:
- Červený trpaslík (Red Dwarf)
- Kriminálka Las Vegas (CSI: Crime Scene Investigation)
- Policejní stíhači (Police Interceptors)
- Sherlock Holmes: Jak prosté (Elementary)
- Yellowstone (Yellowstone)

Dětské pořady:
- Kung Fu Panda: Legendy o mazáctví (Kung Fu Panda: Legends of Awesomess)
- Spongebob v kalhotách (Spongebob Squarepants)
- Tučňáci z Madagaskaru (The Penguins of Madagascar)

Vlastní program
- Comedy Club

Bývalý program:
- Americký táta (American Dad!)[7]
- Archer (Archer)
- Beavis and Butt-Head (Beavis and Butt-Head)
- Brickleberry (Brickleberry)
- Brooklyn 99 (Brooklyn Nine-Nine)
- Chytrolíni (Outmatched)
- Goldbergovi (The Goldbergs)
- Griffinovi (Family Guy)
- Hawaii Five-O (Hawaii Five-O)
- Huangovi v Americe (Fresh Off the Boat)
- Jak jsem poznal vaši matku (How I Met Your Mother)
- Jak nežít svůj život (How Not the Live Your Life)
- Městečko South Park (South Park)[7]
- Moje rodina (My family)
- Neranditelní (Undateable)
- Nová holka (New Girl)[7]
- Pan Kritik (Review) (2015–2016)
- Průměrňákovi (The Middle)[7]
- Rick a Morty (Rick and Morty)
- Scrubs: Doktůrci (Scrubs)[7]
- Slečno Farah (Miss Farah v originále الآنسة فرح)
- Svět podle Jima (According to Jim)[8]
- Taková moderní rodinka (Modern Family)
- Zvrhlé panství (Another Period)
- Vysoká škola života
- Week and Show Tomáše Matonohy

Dětské pořady:
- A Zase Mezi Námi Zvířaty (Back to the Barnyard)[7]
- Chlebáci (Breadwinners)[7]
- Dobrodružství Jimmyho Neutrona, malého génia (The Adventures of Jimmy Neutron, Boy Genius)[7]
- Fanboy a Chumchum (Fanboy & Chum Chum)
- iCarly (iCarly)
- Kočkopes (CatDog)
- Mighty B! (Mighty B!)[7]
- Přísně tajné : agent Dudley Puppy (T.U.F.F. Puppy)[7]
- Sanjay a Craig (Sanjay and Craig)[7]
- Simonova kočka (Simon's Cat)
- Želvy Ninja (Teenage Mutant Ninja Turtles)[7]

## Digitální vysílání
Stanice je volně dostupná v multiplexu 24, v satelitních platformách, kabelové a IPTV televizi.